# Mobirise
Mobirise Website Builder es una aplicación freeware de diseño web desarrollada por Mobirise que permite que los usuarios creen y publiquen sitios web en Bootstrap sin saber programar.
Ha sido presentado en el Huffington Post, IDG, TechRadar, About.com como una alternativa offline para los populares sistemas de creación de sitio web como Wix.com, Weebly, Jimdo, Webydo y Squarespace
El 16 de junio de 2017 se lanzó la versión 4.0, que presentó un nuevo sistema, una nueva interfaz y un nuevo tema de sitio web por defecto. La última versión disponible es la 4.12.

## Historia
La primera versión beta fue lanzada el 19 de mayo de 2015, esta estaba enfocada a crear sitios web sin saber programación y en cumplir con los estándares de diseño web adaptable de Google. El 30 de septiembre de 2015, se lanzó la versión 2.0, que agregó menús desplegables, formularios de contacto, animaciones y soportes para temas y extensiones de terceros. Desde la versión 3.0 se han añadido nuevos temas y soporte para Bootstrap 4.